# Fires
| Recensione | Giudizio |
| ---------- | -------- |
| AllMusic   |          |

Fires è il nono album in studio del cantautore irlandese Ronan Keating, pubblicato, nel settembre 2012. Si tratta del quinto album contenente materiale originale. Il brano Nineteen Again, che è la quarta traccia dell'album, nel ritornello ha una somiglianza con le quattro note del promo di Canale 5 del periodo 1994-2001.

## Tracce
1. Fires – 3:51
2. I've Got You – 3:53
3. Love You and Leave You – 3:15
4. Nineteen Again – 3:21
5. Wasted Light – 4:03
6. Lullaby (feat. KizMusic) – 3:57
7. Easy Now My Dear – 3:46
8. NYC Girl – 3:48
9. Oxygen – 3:19
10. Close Your Eyes – 3:59
11. Get Back to What Is Real – 3:20
12. The One You Love – 4:42

Durata totale: 45:14